# Aphloia theiformis
Aphloia theiformis (Vahl) Benn. è una pianta angiosperma dell'ordine Crossosomatales. È l'unica specie nota del genere Aphloia Benn. e della famiglia Aphloiaceae Takht..

## Distribuzione e habitat
La specie è diffusa lungo tutto il versante orientale dell'Africa, dal Kenya al Sudafrica, nonché in Madagascar e nelle isole Comore, Mascarene, Mayotte e Seychelles.